# 烏博爾基
51°29′11″N 31°32′6″E / 51.48639°N 31.53500°E
烏博爾基（烏克蘭語：Уборки），是烏克蘭北部的村莊，隸屬切爾尼希夫州的切爾尼希夫區。該村面積0.25平方公里，海拔高度110米，2001年人口37，人口密度每平方公里147.4人。